# Les Vies de Thérèse
Les Vies de Thérèse is een Franse documentaire uit 2016, geregisseerd door Sébastien Lifshitz. De film ging op 16 mei in première op het Filmfestival van Cannes in de sectie Quinzaine des réalisateurs en won de Queer Palm.
De film vertelt het verhaal van de Franse feministe en lgbt-rechtenactiviste Thérèse Clerc en haar gevecht tegen een terminale ziekte. Clerc overleed enkele maanden vooraleer de film in de bioscoop kwam.

## Prijzen en nominaties
De belangrijkste:
| Jaar | Prijs                   | Categorie  | Genomineerde(n)                     | Uitslag  |
| ---- | ----------------------- | ---------- | ----------------------------------- | -------- |
| 2016 | Filmfestival van Cannes | Queer Palm | Sébastien Lifshitz en Thérèse Clerc | Gewonnen |